# کوسمات بورک
کوسمات بورک (به لهستانی:  Kosmaty Borek) یک روستا در لهستان است که در گمینا چارنا بیاووستوتسکا واقع شده‌است.
 کوسمات بورک  ۱۲۰ نفر جمعیت دارد.